# Gruyer (oficial)
Un gruyer (pronúnciese «gruyé») era, en la Edad Media, un oficial encargado de juzgar, en primera instancia, los delitos concernientes a los bosques. Bajo el Antiguo Régimen esta palabra designaba también a un noble que tenía derecho a utilizar los bosques de un vasallo.
Este título fue especialmente utilizado por los duques de Borgoña y de Bretaña.
De este título deriva el nombre de gruyérie, que designa un privilegio real o señorial sobre la madera y los bosques.
- Datos: Q3118258